# 해머스미스 풀럼구
해머스미스 풀럼 구 (London Borough of Hammersmith and Fulham, 발음 (도움말·정보))는 웨스트런던에 있는 런던 자치구로, 이너런던을 이룬다. 잉글랜드의 동서를 잇는 주요 도로인 A4 서대로와 A40 웨스트웨이가 가로지르고 있으며, 국제 기업들이 사무소를 두고 있는 지역이기도 하다. 지역의회는 해머스미스 풀럼 구의회이다.

## 역사

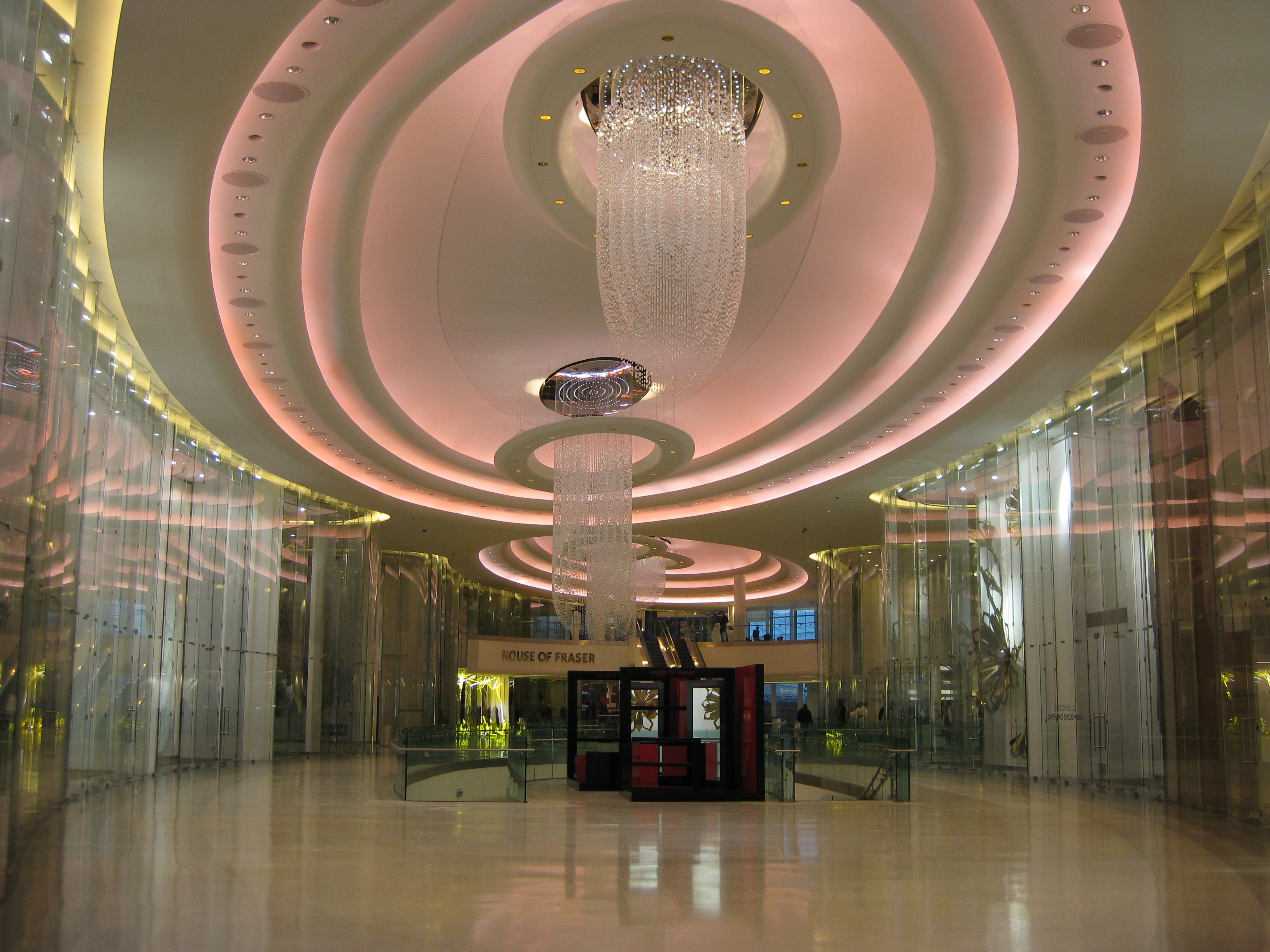
웨스트필드 쇼핑 센터의 더 빌리지 (The Village).

해머스미스 풀럼 구는 1965년 해머스미스 광역구와 풀럼 광역구가 병합하면서 만들어졌다. 1979년 1월 1일 구의회가 현재의 이름으로 구명을 바꾸기 전까지는 '해머스미스 구 (London Borough of Hammersmith)'라는 이름이었다. 이 두 광역구는 이전에 1855년에서 1886년까지 풀럼 구라는 이름으로 병합되었던 적이 있었다.
1908년, 1908년 영프 박람회와 1908년 하계 올림픽이 구내 화이트시티에서 개최되었지만 이 지역이 개발되기까지는 수십년이 걸렸다. 1960년에는 BBC가 BBC 텔레비전 센터를 개국했고, 2008년에는 새로운 교통 시설과 쇼핑 센터가 들어선 거대 개발 구역인 웨스트필드가 100년 만에 재개발을 마쳤다.

## 지구
해머스미스 풀럼 구에는 다음과 같은 지구가 있다.
- 브루크그린
- 칼리지파크
- 이스트액턴 (얼링 구에도 일부 속함)
- 풀럼
- 해머스미스
- 올드오크커먼
- 파슨스그린
- 샌즈엔드
- 셰퍼즈버시
- 월럼그린
- 웨스트켄징턴
- 화이트시티

해머스미스 풀럼 구의 공원과 공유지는 해머스미스 풀럼 구의 공원과 공유지 목록을 참고하라.

## 정치
해머스미스 풀럼 구의회는 구가 신설된 1965년부터 해머스미스 풀럼 구의 행정을 전담하고 있으며, 구의원 46인으로 구성되어 있다. 현 의회는 2006년 구의회 선거 이래 보수당이 집권해온 가운데, 2014년 5월 22일에 치러진 2014년 구의회 선거에서 노동당이 다시 다수당으로 집권해 있다. 현임 구의회 의장은 스티븐 코언이다.
해머스미스 풀럼 구는 총 16개 구의회 선거구로 나뉘며, 두 선거구만 제외하고 모든 선거구에서 구의원 3인이 각각 선출된다. 이 16개 선거구는 애디슨, 애스큐, 애번모어 브루크그린, 칼리지파크 올드오크, 풀럼브로드웨이, 풀럼리치, 해머스미스 브로드웨이, 먼스터, 노스엔드, 팰리스리버사이드, 파슨스그린 월럼, 레이븐스커트파크, 샌즈엔드, 셰퍼즈버시그린, 타운, 웜홀트 화이트시티다.
한편 해머스미스 풀럼 구는 켄징턴 첼시 구와 웨스트민스터 시의회와 함께 성인 및 어린이 대상 사회 복지와 교육을 비롯한 여러 공공사업을 공유하고 있다. 해머스미스 풀럼 구의원에 있다가 현재는 국회의원이 된 인물로는 도미닉 그리브 의원 (보수), 이던 벌리 의원 (보수), 그레그 핸즈 의원 (보수), 리사 낸디 의원 (노동), 앤드류 로보덤 의원 (보수), 앤드류 슬로터 의원 (노동) 등이 있다.
1964년도 제 1대 구의회부터 2015년도 현재 제 14대 구의회까지, 구의회에서 여당으로 집권한 정당은 다음과 같다.
| 여당        | 연도      |
| ----------- | --------- |
| 노동당      | 2014–     |
| 보수당      | 2010–2014 |
| 보수당      | 2006–2010 |
| 노동당      | 2002–2006 |
| 노동당      | 1998–2002 |
| 노동당      | 1994–1998 |
| 노동당      | 1990–1994 |
| 노동당      | 1986–1990 |
| 다수당 없음 | 1982–1986 |
| 다수당 없음 | 1978–1982 |
| 노동당      | 1974–1978 |
| 노동당      | 1971–1974 |
| 보수당      | 1968–1971 |
| 노동당      | 1964–1968 |

## 인구
| 연도  | 인구    | ±%     |
| ----- | ------- | ------ |
| 1801  | 10,016  | —      |
| 1811  | 13,276  | +32.5% |
| 1821  | 15,307  | +15.3% |
| 1831  | 17,602  | +15.0% |
| 1841  | 23,022  | +30.8% |
| 1851  | 30,012  | +30.4% |
| 1861  | 57,562  | +91.8% |
| 1871  | 85,112  | +47.9% |
| 1881  | 112,662 | +32.4% |
| 1891  | 185,350 | +64.5% |
| 1901  | 223,755 | +20.7% |
| 1911  | 270,177 | +20.7% |
| 1921  | 275,905 | +2.1%  |
| 1931  | 281,757 | +2.1%  |
| 1941  | 258,720 | −8.2%  |
| 1951  | 237,567 | −8.2%  |
| 1961  | 211,150 | −11.1% |
| 1971  | 187,682 | −11.1% |
| 1981  | 144,614 | −22.9% |
| 1991  | 156,085 | +7.9%  |
| 2001  | 165,243 | +5.9%  |
| 2011  | 182,493 | +10.4% |
| Note: |         |        |

2001년 인구총조사에 따르면 해머스미스 풀럼 구의 인구는 165,242명이었다. 그 중 60%는 백인 영국인, 20%는 백인 비영국인 (대다수를 차지하는 프랑스, 폴란드, 포르투갈, 아일랜드 출신 집단), 5%는 흑인 카리브인, 5%는 흑인 아프리카인, 그리고 나머지 11%는 그 외의 여러 소수민족 (인도, 파키스탄, 방글라데시, 중국 출신)이 이루고 있었다.
해머스미스 풀럼 구는 1인 성인의 비율이 55%로 잉글랜드와 웨일스의 구 중에서 두 번째로 가장 높고, 20세~29세의 젊은 성인의 비율이 24%로 런던 평균보다 높다. 또한 거주자의 50% 가량은 자가 거주자이며, 22%는 '타인'으로 등록되어 있는데, 1인 가구이지만 홀로 살거나 가족끼리 살고 있는 것이 아니라는 의미이다. 후자의 경우 학생이나 동거 커플처럼 서로 관계가 없는 성인 둘 이상과 함께 사는 것이 일반적이다.
해머스미스 풀럼 구는 상당히 부유한 가구와 그보다 덜 부유한 이웃이 조각보처럼 모여 구성되어 있다. 풀럼, 파슨스그린, 브래큰베리빌리지, 브루크그린, 레이븐스커트 파크, 리버사이드는 빅토리아 시대나 에드워드 시대 하우스처럼 매우 비싼 가구들로 이뤄져 있는 데 반해, 화이트시티나 셰퍼즈버시 같은 지역들은 그렇지 않다. 해머스미스 풀럼 구의 실업률은 5% 이하로 평균치보다 좀 더 낮지만, 실업자 중 29%는 장기간 실업자로 등록되어 있다. 그리고 해머스미스 풀럼 구는 잉글랜드에서 집값이 네 번째로 가장 비싼 지역이기도 하다.
더 자세한 인구조사 통계는 아래의 외부 링크 단락을 참고하라.

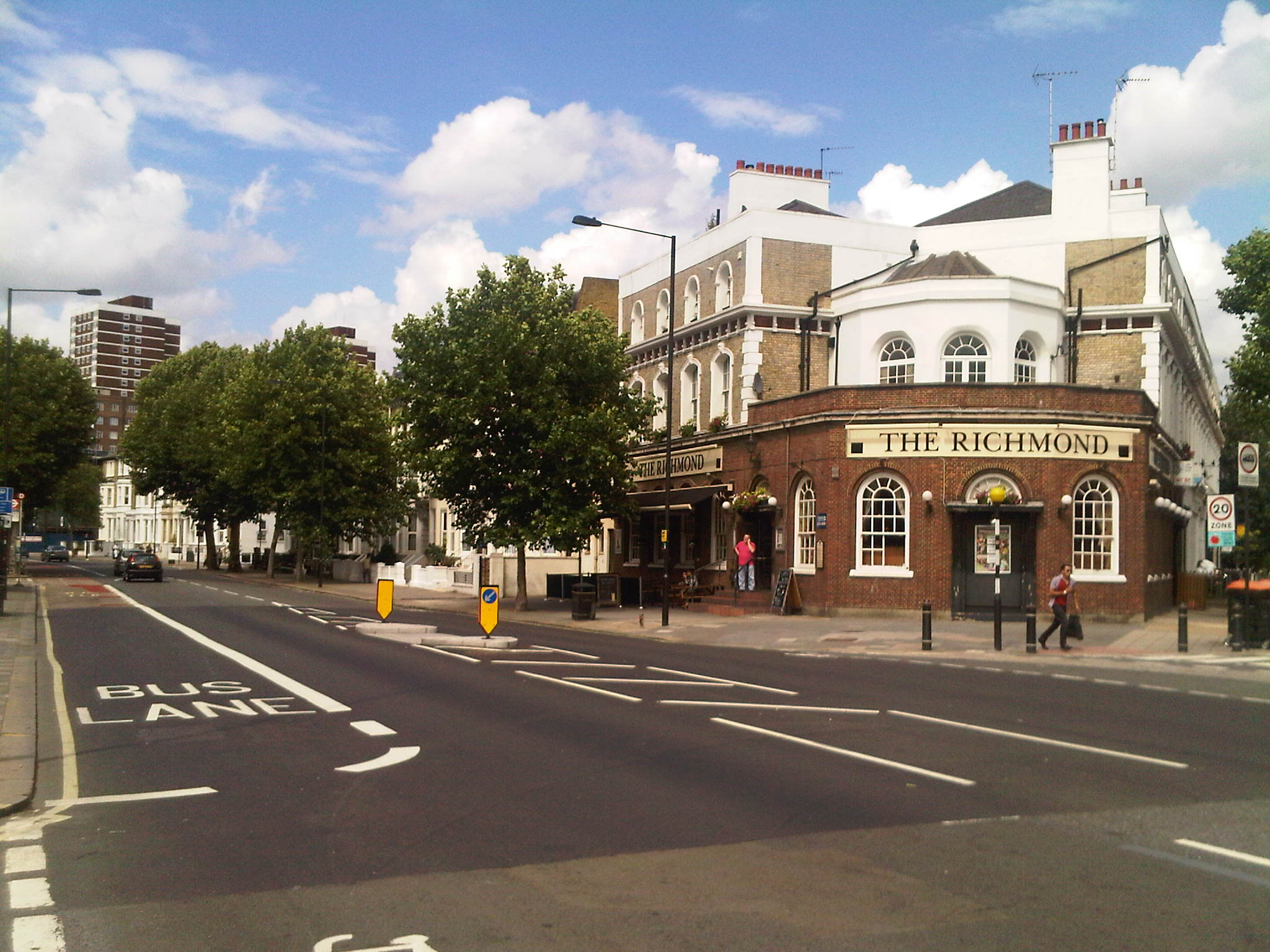
해머스미스 풀럼 구의 셰퍼즈버시 로

## 경제
버진 그룹 본사가 해머스미스 풀럼 구 브루크그린 50번지 더 스쿨 하우스 (The School House)에 자리해 있다. 소니 모바일 커뮤니케이션도 해머스미스 풀럼 구에 본부가 있다.
해머스미스 풀럼 구에는 각 항공사의 사무소가 여럿 입지해 있다. 먼저 이베리아 항공은 해머스미스 풀럼 구에 이베리아 하우스를 운영하고 있다. 전일본공수도 히스 하우스 4층에 런던 사무소를 두고 있으며, 남아프리카 항공은 남아프리카 항공 하우스에 영국 지부를 두고 있다. 캡콤의 자회사인 CE 유럽은 해머스미스 풀럼 구 해머스미스의 조지 하우스에 본 사무소가 있다. 2011년 5월부로 해머스미스의 메트로 빌딩으로 자리를 이전했다. 이란 항공의 런던 사무소 역시 해머스미스 풀럼 구에 있으며, 2012년 1월 4일부로 사무소를 현 위치로 이전했다. 또한 TAP 포르투갈도 해머스미스 버스 정류장 부근에 행정사무실을 운영하고 있으며, 코카콜라, 디즈니, 로레알도 모두 해머스미스에 영국 본부를 두고 있다.
에어 프랑스도 15년간 영국 및 아일랜드 사무소를 해머스미스에 두고 있었다가 2006년 하운즐로구 해튼크로스로 자리를 옮겼다.

## 스포츠
해머스미스 풀럼 구는 여러 스포츠 팀과 선수들의 본거지이기도 하다. 먼저 프리미어리그 경기에 참가하는 첼시 F.C.는 해머스미스 풀럼 구에 본부를 두고 있다. 챔피언십에 참가하는 풀럼 F.C와 퀸즈 파크 레인저스도 이곳에 본부가 있다. 해머스미스 풀럼 구 출신 축구선수로는 네 명이 있다. 노팅엄 포리스트, 뉴캐슬 유나이티드, 웨스트 햄 유나이티드, 맨체스터 시티, 잉글랜드 국가대표로 활동한 수비수 스튜어트 피어스는 셰퍼즈버시에서 태어났다. 전 퀸즈 파크 레인저스 스트라이커였던 마커스 벤트는 해머스미스에서 태어났다. 토키 유나이티드와 월솔에서 뛰고 있는 토니 베도도 1979년 해머스미스에서 태어났고, 전 퀸즈 파크 레인저스 미드필더인 리 쿡도 1984년 해머스미스에서 태어났다.
럭비계에서는 해머스미스 앤드 풀럼 RFC가 구내에 자리한 헐링엄 파크를 연고지를 두고 30년간 활동하고 있는데, 남성 시니어팀 넷에 여성팀 하나를 두고 있다. 1군 남성팀은 런던 NE2 리그에 출전하고, 나머지 팀들은 미들섹스 메리트 테이블에 참가하고 있다. 테니스 지역팀은 더 퀸즈 클럽 이 있다.
권투선수 조 캘재기 (1972년생)와 프랭크 브루노 (1961년생)도 모두 해머스미스 출신이다.
한편 19세기 말에는 로어몰에 수많은 조정 클럽들이 연고를 두고 있었는데, 이 중에서 현재까지 남은 클럽은 얼마 되지 않는다. 전국 대표 본부인 아마추어 조정 협회 역시 로어몰에 있는 조정 클럽들이 차지하던 건물인 프리어리 빌딩에 있었다. 그리고 제 1회 보트 레이스 코스의 절반은 해머스미스 풀럼 구의 남쪽 경계인 템스강이었다.

## 교통
해머스미스 풀럼 구에는 수많은 런던 오버그라운드 역과 런던 지하철역이 있다. 배런스 코트 역, 이스트 액턴 역, 플럼 브로드웨이 역, 골드호크 로드 역, 해머스미스 역 (서클 선), 해머스미스 역 (피카딜리 선), 임페리얼 워프 역, 파슨스 그린 역, 퍼트니 브리지 역, 레이븐스코트 파크 역, 셰퍼즈 버시 역, 셰퍼즈 버시 마켓 역, 웨스트 켄징턴 역, 화이트 시티 역, 우드 레인 역 등 총 15개 역이다.
2011년 3월 해머스미스 구민이 직장으로 이동하는 데 이용하는 주요 교통수단은 지하철과 메트로, 경전철, 트램이 26.8%, 버스나 미니버스, 코치가 8.8%, 도보가 8.8%, 자동차나 트럭 운전이 8.2%, 자전거가 5.1%, 자택 근무이거나 집안일이 4.2%, 기차가 3.1%였다.

## 문화
해머스미스 풀럼 구에 있는 극장으로는 리버사이드 스튜디오, 버시 극장, 리릭 해머스미스, 커테인스 업, 이 네 곳이 있다. 이 중 킹 가의 리릭 스퀘어에 자리한 리릭 해머스미스는 런던 웨스트엔드 외에서 가장 유명한 극장 중 하나다. 영화 컴플렉스장도 여러 곳이 있다. 스튜디오 106 아트 갤러리 에서는 정기 전시회와 워크샵이 열린다.
또한 주요 콘서트와 희극 공연이 상연되는 해머스미스 아폴로도 이곳에 있다.

## 교육

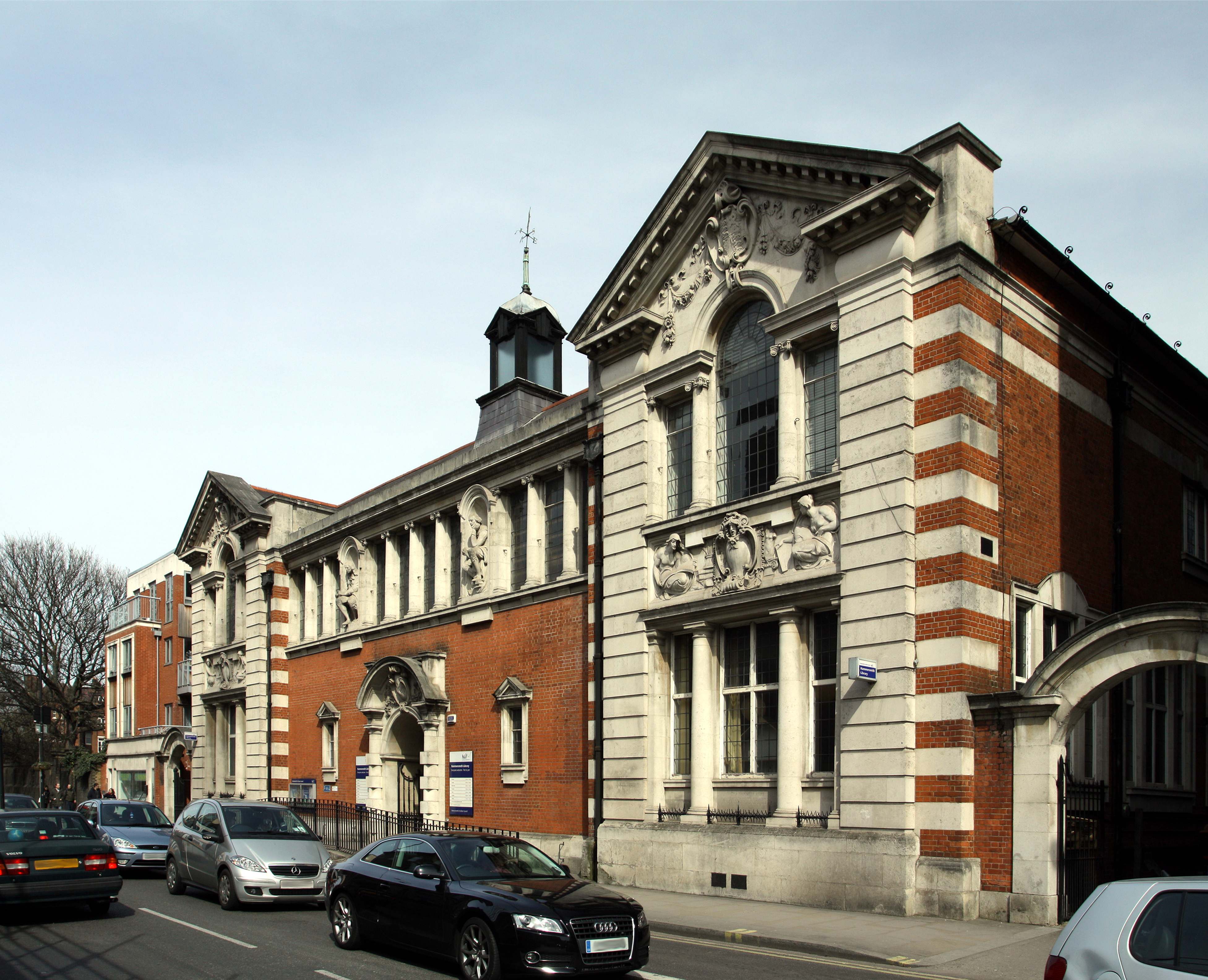
2013년의 해머스미스 도서관

해머스미스 풀럼 구에 위치한 공공 도서관으로는 애스큐 로드 도서관, 배런스 코트 도서관, 풀럼 도서관, 해머스미스 도서관, 샌즈 엔드 도서관, 셰퍼즈 버시 도서관이 있다.

## 자매 도시
해머스미스 풀럼 구는 다음과 같은 도시와 정식 자매결연 협약을 맺었다.
- 벨기에 안데를레흐트[16]
- 프랑스 불로뉴비양쿠르[17]
- 독일 노이쾰른 - 현재 해머스미스 강변에 세워져 있는 서베를린의 오래된 가로등이 자매결연을 기념하고 있는데, 1963년 빌리 브란트가 서베를린 시장에 있었을 때 전해준 것이다.[18] 가로등 아래에는 명판이 하나 붙어 있는데, 내용은 다음과 같다.

The lamp above this plaque was formerly used
to light a street in West Berlin

It was presented by
Herr Willi Brandt, Mayor of West Berlin
to
Councillor Stanley Atkins, L. P.
The Worshipful the Mayor of Hammersmith
As a token of friendship between the two communities
On the occasion of the Jumelage held in this Borough

1st June 1963

## 같이 보기
- 해머스미스 풀럼 구의 공원과 공유지 목록
- 해머스미스 아폴로
- 해머스미스 풀럼 (영국 의회 선거구)
- 셰퍼즈버시의 역사
- 런던 삼구 공동 행정사업